# بيير فيرنر

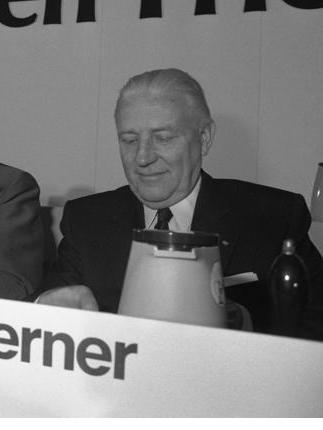
صورة لبيير فيرنر

بيير فيرنر «Pierre Werner» (ولد 29 ديسمبر 1913  فرنسا - توفي 24 يونيو 2002 في لوكسمبورغ (مدينة)) رجل دولة وسياسي من لوكسمبورغ تخرج من جامعة باريس واشتغل في مجال البنوك.
عمل بالسياسة وانتسب للحزب الشعبي المسيحي الاجتماعي. شغل عدة مناصب وزارية في بلده منها رئيس الحكومة في الفترة ما بين 1953 و1984 قبل أن يتنحى عن السياسة واستمر في المجال الإداري والثقافي.

## روابط خارجية
- بيير فيرنر على موقع مونزينجر (الألمانية)